# Mikronegeria alba
Mikronegeria alba är en svampart som beskrevs av Oehrens & Peterson 1978. Mikronegeria alba ingår i släktet Mikronegeria och familjen Mikronegeriaceae.   Inga underarter finns listade i Catalogue of Life.